# Русинович, Юрий Иванович
Юрий Иванович Русинович (род. 28 августа 1933, Старый Оскол, Центрально-Чернозёмная область - 14 января 2022, Королев) — учёный-металлург, специалист в области обработки металлов давлением, лауреат Государственной премии СССР и премии Правительства Российской Федерации. Заслуженный изобретатель РСФСР.

## Биография
Родился в 1933 году в Старом Осколе, сын геолога, первооткрывателя залежей руд Курской магнитной аномалии Ивана Алексеевича Русиновича.
Окончил Старооскольскую среднюю школу № 1 (1951), Московский институт стали и сплавов (1956, с отличием) и, после трёх лет работы мастером прокатных станов на Брянском паровозостроительном и Никопольском южнотрубном заводах, — аспирантуру МИСиС.
Кандидат технических наук (1962), тема диссертации «Проблема холодной прокатки труб из некоторых сплавов титана».
С 1962 по 2001 год работал в подмосковном Калининграде (Королёве): инженер в НИИ-88 министерства обороны СССР, начальник отдела в Центральном научно-исследовательском институте материаловедения (ныне ОАО «Композит»).
С его участием решена проблема работоспособности материалов в конструкции зенитных ракет, в двигателях носителей космических кораблей «Союз» и «Протон». Руководил разработкой новых материалов для космической отрасли. Принимал участие в создании баллистических ракет наземного и морского базирования.
С 2001 года заместитель главного конструктора и директор по научно-исследовательским и опытно-конструкторским работам ЗАО «Научно-производственное предприятие „Маштест“».
С 2013 г. на пенсии.
Получил 109 авторских свидетельств и патентов на изобретения в области обработки металлов давлением.

## Награды
Лауреат Государственной премии СССР (1981) и премии Правительства Российской Федерации (1999). Заслуженный изобретатель РСФСР (1985). Награждён орденом «Знак Почёта», серебряной и бронзовой медалями ВДНХ, знаком «Заслуженный создатель космической техники».

## Публикации
Автор книги об отце:
- Русинович Ю. И. Житие Русиновича Ивана Алексеевича. — Старый Оскол : Изд-во ред. газ. «Оскольский край», 2015. — 112 с. — 1000 экз. — ISBN 978-5-9905065-8-9